# БИГЗ-ова награда
БИГЗ-ова награда била је годишња награда за најбоље дело домаћег аутора из продукције БИГЗ-а (Београдски издавачко-графички завод).

## Историјат
Награда је установљена 1983. године. Први пут је додељена 1984. године, а последњи пут 2000. године. Састојала се од Повеље и новчаног износа. Награда је додељивана за дело објављено у периоду од 1. маја претходне до 30. априла текуће године. Додељивала се без обзира на област књижевности, а могла је бити додељена и за најбољи превод страног дела. Могла је бити додељена и постхумно, као почасна награда.

## Добитници

### Од 1984. до 1990.

#### 1984.
- Меша Селимовић, за роман Круг (постхумно). COBISS.SR-ID - 21753863
- Иван Ивановић, за роман Аризани. COBISS.SR-ID - 33570060

#### 1985.
- Душан Радовић, за књигу Београде, добро јутро. 3. COBISS.SR-ID - 64657676
- Милан Ненадић, за књигу Песме. COBISS.SR-ID - 14301703

#### 1986.
- Танасије Младеновић, за књигу песама Помешане карте. COBISS.SR-ID - 15203847

#### 1987.
- Мирко Ковач, за књигу приповедака Небески заручници. COBISS.SR-ID - 42641671

#### 1988.
- Филип Давид, за књигу приповедака Принц ватре. COBISS.SR-ID - 459527

#### 1989.
- Раде Михаљчић, за трилогију Бој на Косову.

#### 1990.
- Љубомир Симовић, за књигу песама Горњи град. COBISS.SR-ID - 270604

### Од 1991. до 2000.

#### 1991.
- Добрица Ћосић, за трилогију Време зла.

#### 1992.
- Дејан Медаковић, за мемоаре Ефемерис I-III.

#### 1993.
- Борислав Пекић, за књигу есеја Сентиментална повест Британског царства (постхумно). COBISS.SR-ID - 46633479
- Петар Цветковић, за књигу Песме. COBISS.SR-ID - 5656079

#### 1994.
- Борислав Михајловић Михиз, за књигу мемоара Аутобиографија – о другима. 2. COBISS.SR-ID - 512023209
- Драгослав Михаиловић, за књигу приповедака Лов на стенице. COBISS.SR-ID - 68794119

#### 1995.
- Владимир Булатовић Виб, за Изабрана дела I-IV.
- Милорад Ђурић, за књигу песама Пут на запад. COBISS.SR-ID - 87813383
- Драгољуб Живојиновић, за монографију Краљ Петар I Карађорђевић.

#### 1996.
- Момо Капор, за романе Последњи лет за Сарајево и Леро – краљ лептира. COBISS.SR-ID - 37666828 COBISS.SR-ID - 1024037275
- Стеван Раичковић, специјална награда.

#### 1997.
- Јован Делић, за студију Кроз прозу Данила Киша. COBISS.SR-ID - 1024028315

#### 1998.
- Ђорђо Сладоје, за књигу песама Петозарни мученици. COBISS.SR-ID - 133419527

#### 1999.
- није додељена

#### 2000.
- Матија Бећковић, за књигу песама Вера Павладољска. COBISS.SR-ID - 160320775